# Essigsäure-sec-butylester
Essigsäureisobutylester (nach IUPAC-Nomenklatur: Butan-2-ylacetat, oft auch als sec-Butylacetat bezeichnet) ist eine organisch-chemische Verbindung aus der Stoffgruppe der Carbonsäureester. Es leitet sich von der Essigsäure und von 2-Butanol ab. 

## Isomerie
In diesem Artikel ist nur von dem Racemat (±)-Essigsäure-sec-butylester die Rede. Daneben gibt es noch die reinen Enantiomeren
- (+)-Essigsäure-sec-butylester und

- (–)-Essigsäure-sec-butylester

sowie die Strukturisomeren, die sich von anderen Butanolen ableiten: Essigsäure-n-butylester, Essigsäureisobutylester und Essigsäure-tert-butylester.

## Gewinnung und Darstellung
Racemischer Essigsäure-sec-butylester wird durch säurekatalysierte Veresterung von Essigsäure mit 2-Butanol bei Temperaturen um 120 °C hergestellt.
Als Katalysatoren werden neben den klassischen Mineralsäuren wie Schwefelsäure oder p-Toluolsulfonsäure vermehrt auch saure Ionentauscherharze sowie Zeolithe eingesetzt.

## Eigenschaften
Essigsäure-sec-butylester ist eine farblose Flüssigkeit mit fruchtartigem Geruch. Die Schmelztemperatur beträgt −99 °C, während der Siedepunkt bei 112 °C liegt.
Die Verbindung bildet leicht entzündliche Dampf-Luft-Gemische. Sie hat einen Flammpunkt von 16 °C. Die untere Explosionsgrenze (UEG) liegt etwa bei 1,3 Vol.‑% (63 g/m3). Die Zündtemperatur beträgt 410 °C. Der Stoff fällt somit in die Temperaturklasse T2.

## Verwendung
sec-Butylacetat ist eines der wichtigsten Lösungsmittel in der Herstellung von Beschichtungen und wird beispielsweise für Beschichtungen von Möbeln verwendet. Es wird außerdem als Aromastoff verwendet und ist in der EU unter der FL-Nummer 09.323 für Lebensmittel allgemein zugelassen.